# مرد چرخان
مرد چرخان (به انگلیسی: Spinning Man) یک فیلم سینمایی آمریکایی - سوئدی در ژانر فیلم دلهره‌آور محصول سال ۲۰۱۸ به کارگردانی سیمون کیسر با بازی گای پیرس، پیرس برازنان، مینی درایور و الکساندرا شیپ است.
مرد چرخان در ۶ آوریل ۲۰۱۸ توسط کمپانی لاینزگیت پرمر منتشر شده‌است.

## داستان
در پی مفقود شدن یک دختر جوان، پلیس به یک استاد فلسفه به نام اون برچ (با بازی گای پیرس) مشکوک می‌شود. به زودی پلیس شواهدی دال بر حضور برچ در محل و زمان مفقود شدن دختر به دست می‌آورد. همچنین با کاوش درون ماشین او آثار وجود آن دختر در خودرو وی کشف می‌شود. با تحقیقات بیشتر معلوم می‌شود که برچ سابقه ارتباط با دختران جوان را قبلاً هم داشته و به همین دلیل هم ناچار از شهر پیشین خود مجبور به جابجایی شده‌است. ولی برچ کماکان بر بی‌گناهی خود اصرار دارد.